# Раздолье (Первомайский район)
Раздолье (укр. Роздолля) — село,
Раздольский сельский совет,
Первомайский район,
Харьковская область.
Код КОАТУУ — 6324586501. Население по переписи 2001 года составляет 626 (286/340 м/ж) человек.
Является административным центром Раздольского сельского совета, в который, кроме того, входят сёла
Крюково,
Шульское
и посёлок Краснопавловское.

## Географическое положение
Село Раздолье находится у истоков реки Попельна, которая через 5 км впадает в Краснопавловское водохранилище.
На расстоянии в 2 км расположены сёла Крюково, Шульское и посёлок Краснопавловское.
Рядом проходят автомобильная дорога Т-2107 и железная дорога, станция Роздольский.

## История
- 1887 — дата основания.

## Экономика
- Молочно-товарная ферма.

## Достопримечательности
- Братская могила советских воинов памятный знак воинам-односельчанам. Похоронено 299 воинов.

## Известные жители
- Калиниченко Елизавета Денисовна